# Mohamed Amine
Mohamed Amine Ait Bajja (Amsterdam, 3 december 1996), kortweg Mohamed Amine, is een Marokkaans-Nederlands professioneel kickbokser en mixed martial artist. Hij staat sinds 2023 onder contract bij GLORY.

## Biografie
Mohamed Amine groeide op in Amsterdam-West en was zes jaar toen hij begon met kickboksen bij de El Otmani Gym. Hij verhuisde later naar Purmerend en trainde vanaf zijn zestiende bij Bob Schreiber.
In 2022 werd hij vader van een dochter.